# Xenophysella stewartensis

Xenophysella stewartensis (лат.) — вид полужесткокрылых насекомых из семейства Peloridiidae. Новая Зеландия.

## Описание
Мелкие полужесткокрылые насекомые с полупрозрачными надкрыльями, длина тела 2—3 мм. Ширина головы 1,06—1,16 мм; длина головы 0,28—0,33 мм. Комбинированная ширина двух надкрылий до 1,54 мм. Основная окраска серовато-коричневая, глаза красновато-коричневые. Форма тела широкоовальная, плоская. Оцеллии отсутствуют. Усики короткие 3-члениковые, булавовидные. Ротовые части гопогнатические. Лапки 2-члениковые. Нелетающие брахиптерные насекомые. Встречаются в подокарповых и широколиственных лесах. Сезонность: отмечены в ноябре, январе — феврале.